# NGC 7711
NGC 7711 ist eine Linsenförmige Galaxie vom Hubble-Typ S0 im Sternbild Pegasus am Nordsternhimmel. Sie ist schätzungsweise 189 Millionen Lichtjahre von der Milchstraße entfernt und hat einen Durchmesser von etwa 140.000 Lichtjahren. 

Im selben Himmelsareal befinden sich u. a. die Galaxien NGC 7691, NGC 7703, NGC 7722. 
Das Objekt wurde am 14. Oktober 1784 von Wilhelm Herschel entdeckt.

## NGC 7711-Gruppe (LGG 477)
| Galaxie   | Alternativname | Entfernung/Mio. Lj |
| --------- | -------------- | ------------------ |
| NGC 7711  | PGC 71836      | 189                |
| NGC 7691  | PGC 71699      | 188                |
| NGC 7722  | PGC 71993      | 187                |
| PGC 71703 | UGC 12653      | 188                |
| PGC 71607 | UGC 12633      | 195                |
| PGC 71637 | UGC 12640      | 186                |
| PGC 71780 | UGC 12673      | 195                |